# Maucourt, Oise

Maucourt este o comună în departamentul Oise, Franța. În 1 ianuarie 2022 avea o populație de 232 de locuitori.